# 妮可·布朗·辛普森
妮可·布朗·辛普森（Nicole Brown Simpson，1959年5月19日—1994年6月12日）是美國職業橄欖球運動員O·J·辛普森的前妻，兩人於1985年至1992年結婚。妮可·布朗·辛普森育有二個孩子：女兒西德尼·布魯克（Sydney Brooke）和兒子賈斯汀·瑞安（Justin Ryan）。
妮可·布朗·辛普森在1977年認識了O·J·辛普森，他們於1985年結婚，也就是辛普森從職業橄欖球退休五年後。他們的婚姻持續了七年，並育有兩個孩子。辛普森曾對布朗進行身體虐待，她多次向警方舉報辛普森的虐待行為；1989年，他被捕一次，此後他對虐待配偶行為沒有提出抗辯。然而，據稱布朗的父母鼓勵她與辛普森和解後，布朗撤銷了指控。 1992年2月25日，布朗以不可調和的分歧為由提出離婚。去世時，布朗和兩個孩子住在加利福尼亞州洛杉磯的布倫特伍德（Brentwood）。
1994年6月12日星期日晚上，35歲的布朗和朋友、服務員羅納德·高曼（Ron Goldman）在住家外被刺死。屍檢確定布朗的頸部和頭部被刺七刀，布朗的葬禮於6月16日在加利福尼亞州布倫特伍德的圖爾聖馬丁天主教堂舉行，哀悼者包括辛普森和他們的兩個孩子。
經過一場備受爭議且廣為人知的刑事審判後，O·J·辛普森被宣告無罪。在1997年的民事訴訟中，他被判對兩起殺人事件負有責任。